# Pink Floyd – The Wall
Pink Floyd – The Wall é um filme britânico de 1982 dos gêneros drama, musical e terror surrealista dirigido por Alan Parker, sendo baseado no álbum de estúdio de 1979 The Wall do grupo musical Pink Floyd. O roteiro foi escrito pelo vocalista e baixista da banda Roger Waters. O filme é estrelado por Bob Geldof (vocalista da banda The Boomtown Rats) como o astro do rock Pink, que, levado à neurose pelas pressões do estrelato e eventos traumáticos em sua vida, constrói um muro emocional e mental para se proteger; no entanto, esse mecanismo de enfrentamento eventualmente tem efeitos colaterais para Pink, que exige ser libertado. O filme apresenta técnicas de animação adulta com live-action para retratar as alucinações e sonhos de Pink.
Assim como seu álbum associado, o filme é altamente metafórico e frequentemente usa símbolos visuais e auditivos ao longo de sua duração. Apresenta poucos diálogos, em vez disso é guiado pela música do álbum. As músicas usadas no filme apresentam diversas diferenças em relação às versões do álbum, com uma delas, "When the Tigers Broke Free", não constando no disco original. Apesar de sua produção turbulenta, o filme recebeu críticas geralmente positivas, ganhando um status de clássico cult estabelecido principalmente entre os fãs do Pink Floyd.

## Enredo
Pink é um astro do rock deprimido que parece imóvel e inexpressivo enquanto se lembra de seu pai. Décadas antes, seu pai foi morto durante a Operação Shingle na Segunda Guerra Mundial, em meio à infância de Pink. Desde então, a mãe paranoica de Pink passou a cria-lo sozinha. Durante a pré-adolescência, Pink descobre relíquias do serviço militar guardados em uma gaveta de sua mãe, revelando-lhe a causa da morte de seu pai. Pink coleta algumas balas encontradas na gaveta e as mostra para seus amigos; eles vão até um túnel de uma linha férrea, onde Pink deposita o projétil em cima de um dos trilhos antes do trem chegar e passar por cima do objeto. Quando Pink olha para os vagões do trem, ele avista crianças espiando pelas janelas usando máscaras.
Na escola, o garoto é flagrado escrevendo poemas e é humilhado pelo seu professor, que lê um poema do caderno de Pink antes de repreendê-lo. Revela-se que o mau tratamento dispensado aos alunos pelo professor se deve à infelicidade do mesmo com seu casamento. Pink relembra um sistema escolar opressivo, imaginando crianças caindo em um moedor de carne; ele fantasia com as crianças se rebelando e incendiando a escola, jogando o professor na fogueira.
Já adulto, Pink se lembra de sua mãe superprotetora e de seu casamento tenso. Durante um telefonema, Pink percebe que sua esposa o está traindo quando um homem atende a chamada. Suas experiências traumáticas são representadas como um “tijolo” no muro que ele constrói ao seu redor e que o separa da sociedade.
Pink retorna ao seu quarto do hotel com uma groupie, mas ele sofre um surto violento, destruindo o local, fazendo a assustada moça fugir. Deprimido, ele pensa na esposa e se sente preso em seu quarto. Ele então se lembra de cada “tijolo” de seu "muro", que se mostra completo com o filme retornando à primeira cena.
Agora dentro de seu muro, Pink não sai de seu quarto de hotel e começa a enlouquecer com "vermes" metafóricos. Ele raspa todos os pelos do corpo e assiste ao filme The Dam Busters de 1955 na televisão. Em uma de suas alucinações, um jovem Pink é mostrado procurando algo nas trincheiras da guerra, acabando por se encontrar adulto; o jovem Pink foge aterrorizado até chegar em uma estação ferroviária, com os soldados se reencontrando com seus entes queridos. Depois de não conseguir encontrar seu pai, o povo exige que os soldados voltem para casa. Voltando ao presente, o empresário de Pink o encontra em seu quarto de hotel drogado e inconsciente; um paramédico injeta nele um medicamento para que o cantor possa atuar num show que está para acontecer.
Nesse estado, Pink alucina mais ainda e pensa que é um ditador, confundindo seu show com um comício fascista. Seus seguidores atacam negros, gays e judeus em seu sonho. Ele então alucina um comício em Londres e passa a imaginar gigantes martelos marchando em passos de ganso pelas ruínas da cidade. De repente, Pink se livra de suas alucinações e grita "Pare", decidindo que não quer mais ficar dentro do "muro". Ele se recolhe em um banheiro, cantando baixinho para si mesmo enquanto um segurança passa por ele. Retratado como uma boneca de pano animada, Pink está sendo julgado por "demonstrar sentimentos de natureza quase humana"; seu professor e sua esposa o acusam, enquanto sua mãe tenta levá-lo para casa.
Sua sentença é “ser exposto diante de seus pares”, com o juiz dando a ordem para “derrubar o muro!”. Após um silêncio prolongado, o muro é destruído e Pink grita. Seu destino final permanece desconhecido. Algum tempo depois, crianças aparecem limpando uma pilha de detritos e uma delas esvazia um coquetel molotov.

## Elenco
- Bob Geldof como Pink
  - Kevin McKeon como Pink pré-adolescente
  - David Bingham como Pink ainda menino
- Christine Hargreaves como a mãe de Pink
- Eleanor David como a esposa traidora de Pink
- Alex McAvoy como o professor arrogante
- Bob Hoskins como empresário de Pink
- Michael Ensign como gerente do Hotel onde Pink está hospedado
- James Laurenson como o pai de Pink morto na guerra
- Jenny Wright como a groupie que Pink leva em seu quarto de hotel
- Margery Mason como a esposa do professor
- Ellis Dale como doutor
- James Hazeldine como o amante da esposa de Pink
- Ray Mort como um pai que Pink tenta "adotar" em uma de suas imaginações num playground
- Joanne Whalley, Nell Campbell, Emma Longfellow e Lorna Barton como outras groupies

## Produção

### Conceito
Em meados da década de 1970, à medida que a banda Pink Floyd ganhava fama, o compositor Roger Waters começou a sentir-se cada vez mais alienado do seu público:
O público nesses grandes concertos está presente em busca de uma excitação que, penso eu, tem a ver com o amor pelo sucesso. Quando uma banda ou uma pessoa se torna um ídolo, pode ter a ver com o sucesso que essa pessoa manifesta, e não com a qualidade do trabalho que produz. Você não se torna fanático porque o trabalho de alguém é bom, você se torna fanático por ser tocado indiretamente por seu glamour e fama. Estrelas - estrelas de cinema, estrelas do rock 'n' roll - representam, pelo menos no mito, a vida como todos gostaríamos de vivê-la. Eles parecem estar no centro da vida. E é por isso que o público ainda gasta grandes somas de dinheiro em concertos onde está muito, muito longe do palco, onde muitas vezes se sente muito desconfortável e onde o som é muitas vezes muito mau.
Waters também ficou consternado com a abordagem dos empresários musicais, que tratava apenas de sucesso, com muitos destes nem mesmo tentando conhecer as pessoas reais que compunham as bandas (assunto que foi abordado em uma música anterior do álbum Wish You Were Here, "Have a Cigar"). O conceito do muro, junto com a decisão de nomear o personagem principal como "Pink", surgiu em parte dessa abordagem, combinada com a questão da crescente alienação entre a banda e seus fãs. Isso simbolizou uma nova era para as bandas de rock, à medida que o Pink Floyd explorava “as duras realidades de 'estar onde estamos'", ecoando ideias de alienação descritas por existencialistas como Jean-Paul Sartre.

### Desenvolvimento

As cenas de animação, incluindo os "martelos marchando em passos de ganso", foram dirigidos por Gerald Scarfe.

Antes mesmo do álbum The Wall ser gravado, a intenção era fazer um filme a partir dele. O plano original era que o filme fosse uma filmagem ao vivo da turnê do álbum, junto com animações dirigidas por Gerald Scarfe e cenas extras e que o próprio Waters estrelasse. A EMI não pretendia fazer o filme, pois seus executivos não compreendiam o seu conceito.
O diretor Alan Parker, fã do Pink Floyd, perguntou à EMI se The Wall poderia ser adaptado para o cinema. A EMI sugeriu que Parker conversasse com Waters, que havia pedido a Parker para dirigir o filme. Em vez disso, Parker sugeriu que ele o produzisse e desse a tarefa de direção a Gerald Scarfe e Michael Seresin, que era cinematógrafo. Waters começou a trabalhar no roteiro do filme depois de estudar livros de roteiro. Ele e Scarfe produziram uma novelização contendo o roteiro e a arte para apresentar o projeto aos investidores. Embora o livro retratasse Waters no papel de Pink, após testes de tela, ele foi removido do papel principal e substituído pelo músico de new wave Bob Geldof, vocalista do The Boomtown Rats. Em um episódio do programa Behind the Music intitulado "Behind the Wall", Waters e Geldof mais tarde admitiram uma história durante o casting em que Geldof e seu empresário pegaram um táxi para um aeroporto, e o empresário de Geldof apresentou o papel ao cantor, que continuou a rejeitar a oferta e expressar desprezo pelo projeto durante toda a corrida, sem saber que o taxista era irmão de Waters, que contou a Waters a opinião de Geldof.
Como Waters não estava mais no papel principal, não fazia mais sentido que o filme incluísse imagens do Pink Floyd, então o aspecto do filme com cenas de shows ao vivo da banda foi abandonado. Imagens retiradas de cinco concertos da turnê The Wall Tour em Earls Court, realizados de 13 a 17 de junho de 1981, que foram realizadas especificamente para as filmagens do filme, foram consideradas inutilizáveis também por razões técnicas, já que as lentes rápidas necessárias para os baixos níveis de luz revelaram-se ter resolução insuficiente para as telas de cinema; partes complexas da música "Hey You" ainda não haviam sido filmadas adequadamente até o final dos shows ao vivo. Parker convenceu Waters e Scarfe de que a filmagem do show era muito teatral e que iria atrapalhar a utilização de animações planejadas junto com cenas de ação ao vivo. Depois que a filmagem do show foi cancelada, Seresin deixou o projeto e Parker tornou-se o único diretor.

### Filmagens

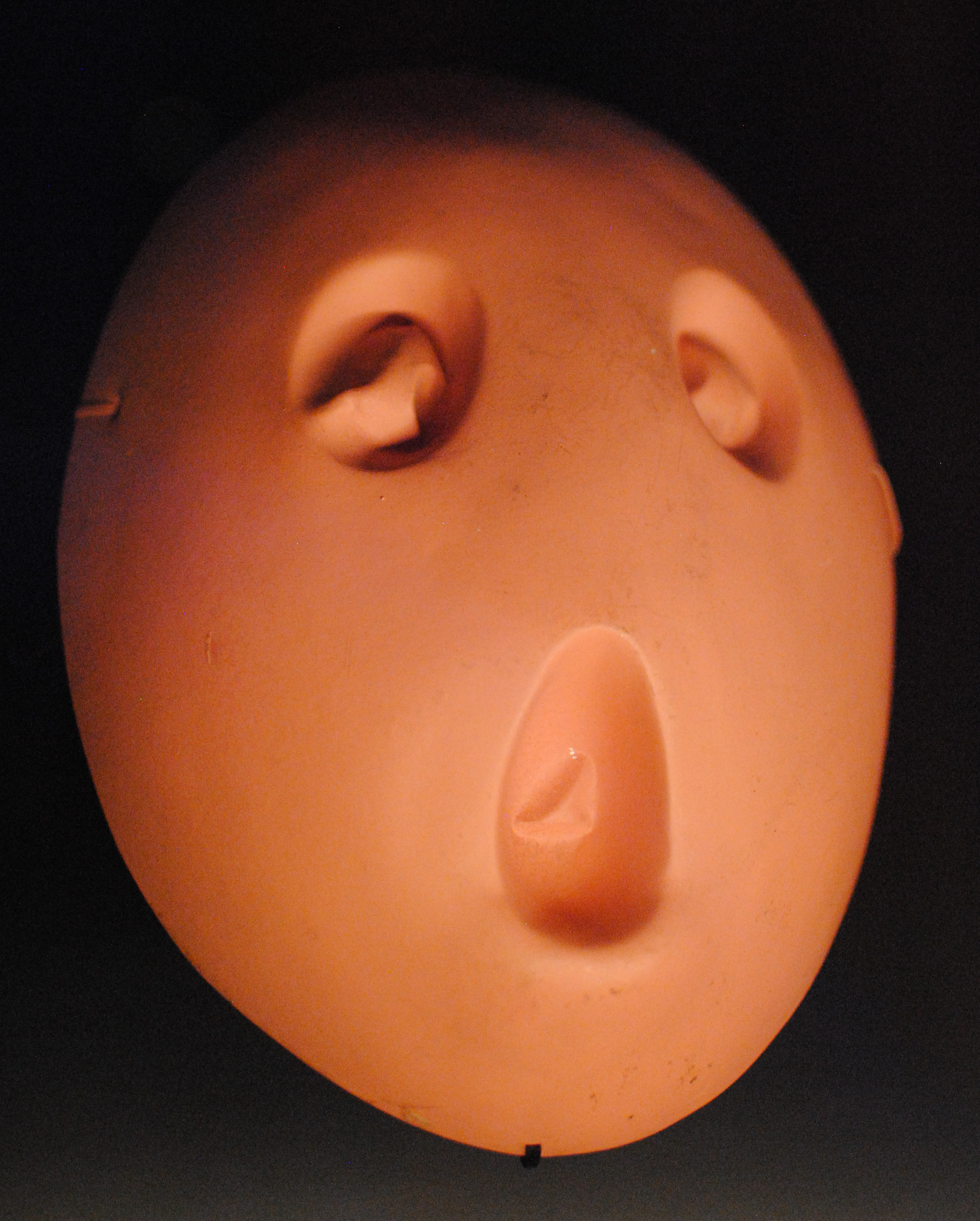
Molde da máscara usada pelas crianças nas cenas de sala de aula; exibido na exposição Pink Floyd: Their Mortal Remains.

Parker, Waters e Scarfe frequentemente entravam em conflito durante a produção, com Parker descrevendo as filmagens como "uma das experiências mais miseráveis da minha vida criativa". Enquanto estava envolvido na produção, Scarfe declarou que costumava dirigir até o Pinewood Studios carregando uma garrafa de Jack Daniel's, porque "eu precisava tomar um gole antes de ir de manhã, porque sabia o que estava por vir e sabia que precisava me fortalecer de algum modo". Waters disse que a filmagem foi "uma experiência muito enervante e desagradável".
Durante a produção, enquanto filmava a cena de Pink surtando no quarto de hotel, Geldof sofreu um corte na mão ao puxar as venezianas; esta filmagem permaneceu no filme final. Durante as gravações na cena da piscina, foi descoberto que Geldof não sabia nadar. As cenas da guerra foram filmadas em Saunton Sands, em North Devon, local que também apareceu na capa do disco A Momentary Lapse of Reason do Pink Floyd, seis anos depois.

## Lançamento
O filme foi exibido fora de competição durante o Festival de Cannes de 1982.

A estreia em Cannes foi incrível, foi a exibição da meia-noite. Eles retiraram dois caminhões de equipamentos de áudio dos estúdios de gravação para que soasse melhor que o normal. Foi um dos últimos filmes exibidos no antigo Palais, que estava bastante degradado e o som era tão alto que descascou a pintura das paredes. Foi como neve, tudo começou a cair e todo mundo ficou como se tivesse com caspa nos cabelos ao final do filme. Lembro-me de ver Terry Semel lá, que na época era chefe da Warner Bros., sentado ao lado de Steven Spielberg. Eles estavam apenas cinco fileiras à minha frente e tenho certeza de que vi Steven Spielberg murmurando para ele no final, quando as luzes se acenderam, 'que porra foi essa?'. E Semel se virou para mim e fez uma reverência respeitosa.
'Que porra foi essa?', de fato. Foi diferente de tudo que alguém já tinha visto antes, uma estranha fusão de ação ao vivo com animação, narrativa e surreal.

Alan Parker, comentando sobre a exibição do filme em Cannes.
A estreia oficial do filme foi no cinema Empire, Leicester Square em Londres, em 14 de julho de 1982. Estiveram presentes Waters e outros membros do Pink Floyd: David Gilmour e Nick Mason; Richard Wright estava ausente pois havia saído da banda. O evento também contou com a presença de várias celebridades, incluindo Geldof, Scarfe, Paula Yates, Pete Townshend, Sting, Roger Taylor, James Hunt, Lulu e Andy Summers.

### Recepção crítica e comercial
Após estrear comercialmente no Reino Unido em 14 de julho de 1982, Pink Floyd - The Wall estreou com um lançamento limitado nos Estados Unidos em 6 de agosto de 1982 entrando na 28ª posição nas bilheterias estadunidenses, apesar de ter sido exibido apenas num cinema em seu primeiro fim de semana, arrecadando mais de US$ 68.000, um feito raro mesmo para os padrões atuais. O filme então passou pouco mais de um mês abaixo do top 20, mas ainda se mantendo no top 30. O filme posteriormente se expandiu para mais 600 cinemas em 10 de setembro, alcançando o terceiro lugar nas bilheterias domésticas, abaixo de E.T. O Extraterrestre e An Officer and a Gentleman. O filme conseguiu arrecadar um pouco mais US$ 22 milhões mundialmente antes de ter seu circuito nos cinemas encerrado no início de 1983, se tornando um sucesso comercial (contra um orçamento em torno de US$ 12 milhões).
O filme recebeu críticas geralmente positivas. O site agregador de críticas Rotten Tomatoes dá ao filme um índice de aprovação de 72% com base em 29 críticas, obtendo uma pontuação média de 7,30/10; o consenso crítico diz: "A expressão de angústia geracional do Pink Floyd recebe uma forma visual impressionante em The Wall, embora a narrativa deste filme ambicioso se esforce para casar suas imagens provocativas e trilha sonora psicodélica em um todo atraente". No Metacritic, o filme detém a pontuação média ponderada de 47/100 com base em 13 críticas, indicando "críticas mistas ou médias".
Revendo The Wall em seu programa de televisão At the Movies em 1982, os críticos de cinema Roger Ebert e Gene Siskel deram ao filme "dois polegares para cima". Ebert descreveu The Wall como "uma visão impressionante de autodestruição" e "um dos musicais mais horríveis de todos os tempos... Embora o filme seja eficaz. A música é forte e verdadeira, as imagens são como marretas, e por uma vez, o herói do rock and roll não é apenas um narcisista mimado, mas uma imagem real e sofrida de todo o desespero desta era nuclear. Este é um filme muito bom". Siskel foi mais reservado em seu julgamento, afirmando que achava que as imagens do filme eram muito repetitivas. No entanto, ele admitiu que a “imagem central” da sequência do comício fascista “permanecerá comigo por muito tempo”. Em fevereiro de 2010, Ebert adicionou The Wall à sua lista intitulada The Great Movies, descrevendo o filme como "sem dúvida o melhor de todos os filmes de ficção sérios dedicados ao rock. Vendo-o agora em tempos mais tímidos, parece mais ousado do que em 1982, quando o vi em Cannes... É inquietante, deprimente e muito bom".
O crítico de cinema Danny Peary escreveu: "The Wall é implacavelmente pessimista e às vezes repulsivo... Mas não o acho inacessível, o que é mais do que eu poderia dizer se Ken Russell o tivesse dirigido. A cinematografia de Peter Biziou é extremamente impressionante, sendo uma das poucas que tem um poder individual inegável".
David Gilmour, membro do Pink Floyd, afirmou que um conflito entre ele e Waters começou com a produção do filme. Gilmour também afirmou no documentário Behind The Wall (que foi ao ar no canal BBC no Reino Unido e na VH1 nos EUA) que "o filme foi o relato menos bem-sucedido da história de The Wall, em oposição às versões do álbum e dos concertos da turnê de promoção do disco".
Embora o símbolo dos martelos cruzados usado no filme não estivesse relacionado a nenhum grupo real, ele foi adotado pelo grupo supremacista branco Hammerskins no final dos anos 1980.

### Prêmios e indicações

#### Prêmios
BAFTA
- Melhor Canção Original: "Another Brick in The Wall (Part II)" - Roger Waters - 1983
- Melhor Som: James Guthrie, Eddy Joseph, Clive Winter, Graham V. Hartstone, Nicolas Le Messurier - 1983

#### Indicações
Saturn Awards
- Melhor Arte em Poster: 1983

## Temas e análises
Por diversas vezes foi sugerido que o protagonista do filme seria uma representação de Waters. Além do paralelo óbvio de ambos serem estrelas do rock, Waters perdeu o pai quando era criança e teve problemas conjugais, divorciando-se várias vezes. Também foi sugerido que Pink representaria o ex-vocalista, escritor e membro fundador do Pink Floyd Syd Barrett, tanto em sua aparência (embora Geldolf também tenha uma semelhança com Waters) como em vários incidentes e anedotas relacionadas ao seu declínio do estrelado do rock devido às suas lutas contra doenças mentais e automedicação com drogas.
Uma referência aparentemente flagrante é o distanciamento de Pink do mundo enquanto ele se tranca em seu quarto antes de um show e se barbeia enquanto sofre um colapso mental. Barrett, que também enfrentou um surto (assim como Pink no filme), raspou a cabeça e o rosto antes de comparecer a um ensaio da banda quando já não era mais membro do Pink Floyd. Barrett também raspou as sobrancelhas quando visitou a banda durante a gravação de "Wish You Were Here". Foi planejado que Bob Geldof, que interpretou Pink no filme, raspasse completamente a cabeça durante a cena do colapso, mas o ator recusou-se a faze-lo.
Outra influência foi o estado de declínio do tecladista Richard Wright, que supostamente lutava contra o vício em cocaína na época. Isso é referenciado em um trecho da música "Nobody Home": "Got a grand piano to prop up my mortal remains" (que numa tradução livre significa: "Tenho um piano de cauda para depositar meus restos mortais").
O filme apresenta referências aos símbolos nazistas (pessoas fazendo o gesto do braços cruzados para simbolizar os martelos marchando nas alucinações de Pink) e ao imperialismo no contexto do governo da então primeira-ministra Margaret Thatcher e de sua política externa britânica, especialmente no que diz respeito à questão das Malvinas. O envolvimento de Thatcher na guerra subsequente se tornaria o conceito principal para o próximo álbum da banda The Final Cut.
Segundo o músico Trent Reznor “há uma cena no filme The Wall em que o cara destrói um quarto de hotel e tenta montá-lo”, numa explicação do tema do álbum The Fragile, do grupo Nine Inch Nails, do qual é vocalista. “Enquanto ele tenta, obviamente não está certo, mas ele está tentando fazer as coisas parecerem certas [sic]. Esse é um visual que usei na minha cabeça, o que me ajudou muito [a produzir o disco]".

## Documentários
Um documentário sobre a produção de Pink Floyd – The Wall intitulado The Other Side of the Wall foi produzido e inclui entrevistas com Parker, Scarfe e clipes de Waters; foi ao ar originalmente na MTV estadunidense em 1982. Um segundo documentário sobre o filme foi produzido em 1999, intitulado Retrospective: Looking Back at The Wall, que inclui entrevistas com Waters, Parker, Scarfe e outros membros da equipe de produção do filme. Ambas as produções são apresentados no DVD de The Wall como extras.

## Trilha sonora
A trilha sonora do filme contém a maioria das músicas do álbum, embora com diversas alterações, além de material adicional. As únicas músicas do álbum que não foram utilizadas no filme foram "Hey You" e "The Show Must Go On".
Um álbum de trilha sonora da Columbia Records foi listado como disponível nos créditos finais do filme, mas apenas um single contendo "When the Tigers Broke Free" e a regravada "Bring the Boys Back Home" foi lançado. "When the Tigers Broke Free" mais tarde se tornou uma faixa bônus do álbum de 1983 The Final Cut. O guitarrista David Gilmour descreveu o álbum seguinte da banda como uma coleção de músicas que foram rejeitadas pelo projeto de The Wall, mas que foram "separadas" para serem refeitas posteriormente. A canção, na edição utilizada para o single, também aparece na coletânea Echoes: The Best of Pink Floyd, de 2001.